# رودني رامبو
رودني رامبو (بالإنجليزية: Rodney Rambo)‏ هو لاعب كرة قدم أمريكي في مركز الدفاع، ولد في 20 يوليو 1975 في سان دييغو في الولايات المتحدة. لعب مع New York Freedom ‏.